# Winfried Klepsch
Winfried Klepsch (né le 22 mai 1956 à Remscheid) est un athlète allemand, spécialiste du saut en longueur.

## Biographie
Il remporte les Championnats d'Europe en salle de 1980, à Sindelfingen, avec un saut à 7,98 m, et devance le Yougoslave Nenad Stekić et le Polonais Stanisław Jaskułka.
Son record personnel en salle, établi le 7 février 1981 à Sindelfingen, est de 8,21 m.

### Palmarès
| Date | Compétition                    | Lieu         | Résultat | Marque |
| ---- | ------------------------------ | ------------ | -------- | ------ |
| 1980 | Championnats d'Europe en salle | Sindelfingen | 1er      | 7,98 m |

### Records
| Épreuve          | Épreuve   | Performance | Lieu         | Date           |
| ---------------- | --------- | ----------- | ------------ | -------------- |
| Saut en longueur | Plein air | 8,00 m      | Stuttgart    | 17 juin 1984   |
| Saut en longueur | Salle     | 8,21 m      | Sindelfingen | 7 février 1981 |